# Zauditu etióp császárnő
Zauditu (1876. április 29. – Addisz-Abeba, 1930. április 2.), amharául: ዘውዲቱ (Zawditu /Zewditu), egy amhara szó, jelentése: a korona, tévesen a Judit etióp megfelelőjének tartják. Születési neve: Aszkala Mariam, amharául: አስካለ ማርያም (Askala Maryam),  Etiópia császárnője, teljes uralkodói címe: Isten választottja, Juda törzsének győzelmes oroszlánja, Etiópia királyainak királynője, valamint Tigré királynéja. A Salamon-dinasztia tagja.
II. Meneliknek, Etiópia császárának és Soa királyának Abecsu Bajan vollói úrnővel való házasságon kívüli kapcsolatából származó kisebbik lánya. Kis gyermek volt még, mikor az édesanyja meghalt, így Zauditu apja mellett, dajkák felügyelete alatt királyi pompában nevelkedett.
A keresztségben az Aszkala Mariam nevet kapta, amely egy virág neve, de a családban „Mamite” (Baba) becenéven szólították csak. Már hatévesen 1882. október 23-án férjhez adták az etióp trónörököshöz, Araja Szelassziéhoz, Tigré tartomány királyához, aki IV. Johannész (IV. János) etióp császár fia volt, így királyné lett belőle, és a leendő etióp császárnénak nevelték. A férj azonban hat év múlva, 1888. június 10-én, még apja életében meghalt. Zauditu ekkor is még csak 12 éves volt. A házasság éppen ezért gyermektelen maradt. IV. János császár ekkor visszaküldte apjához a megözvegyült menyét, de IV. Johannész császár a haláláig erős befolyással bírt Zauditura.
Menelik fellázadt IV. Johannész császár ellen, aki 1889. március 9-én halálosan megsebesült a mahdistákkal vívott csatában. A trónöröklésben való egyet nem értés Zauditu apjának kedvezett, így lett II. Menelik néven Etiópia császára. Zauditut ezután újra férjhez adták 1891. január 28-án Gvangulhoz, Vag urához (Vagsum), de még ugyanabban az évben el is váltak. A kérészéletű házasságból egy kislány, Gvangul N. született 1891. novemberében, akinek a keresztneve nem ismert, de Zauditu ekkor is még csak 15 éves volt.
Zauditu lánya háromévesen, 1895 januárjában halt meg. Harmadik férje, akihez még lánya életében (1894) ment feleségül, Vube Atnaf Szeged volt, de ez a boldogtalan nász 1900-ban szintén váláshoz vezetett. Ez a házasság gyermektelen maradt. Negyedszerre apja gyermektelen és nagy hatalmú harmadik feleségének, akivel Zauditu nagyon jó viszonyt ápolt, Taitu etióp császárnénak az unokaöccséhez, Rasz Gugszához, Begameder tartomány későbbi kormányzójához ment feleségül 1900 áprilisában. A házasság boldognak bizonyult, annak ellenére is, hogy az egyetlen gyermek, egy kislány, akinek a neve szintén nem ismert, Gugsza N., mely e kapcsolatból származott, a születése után rögtön meg is halt 1906. januárjában. Zauditut ezután már elkerülte a gyermekáldás, és nem adatott meg neki, hogy utódokat hagyjon hátra.
Nővére, Soa Reged azonban több életképes gyermeket is szült, de csak a második házasságából származó kisebbik fia, Lidzs Ijaszu élte túl a nagyapját, és örökölhette a császári trónt a nagyapja halála után. Zauditu a férjével unokaöccse uralkodása alatt vidéken volt házi őrizetben. Az antant ügynökei, közöttük Arábiai Lawrence készítették elő V. Ijaszu megbuktatását. Az Etióp Kopt egyház feje, az abun, Matteosz 1916. szeptember 27-én kiátkozta V. Ijaszut, majd nagynénjét, Aszkala Mariam egykori tigréi királynét I. Zauditu néven Etiópia első női uralkodójává kiáltotta ki az Ijaszuval elégedetlen ellenzék.
A puccsisták semmilyen politikai szerepet nem szántak Etiópia első női császárának, csak formális, reprezentatív feladatot látott el országa élén, férjét pedig ki is hagyták a hatalmi osztozkodásból. Rasz Gugsza a fővárosba sem tehette be a lábát, még felesége 1917. február 11-én az Addisz-Abeba-i Szent György Székesegyházban végbement koronázására sem engedték elmenni. Hivatalosan ugyan nem váltak el, de életük végéig külön éltek már egymástól.
Egy másik unokaöcs, de nem Menelik leszármazott, Rasz Tafari került a királycsináló pozícióba, és lett Etiópia erős embere. Kinevezték trónörökösnek és régensnek, bár Zauditu is teljesen el tudta látni az uralkodói feladatait, de ő csak szimbolikus államfő volt, a politikába nem szólhatott bele.
Zauditu negyvenéves volt, mikor trónra lépett, és két gyermekét eltemette. Bármilyen megszületett és életképes gyermek keresztülhúzta volna Rasz Tafari trónutódlását, ezért a férjétől való elkülönítés azt a célt is szolgálta, hogy semmi esetre se születhessenek törvényes utódai többé.
Zauditu, bár tudott olvasni, ez kizárólag vallásos műveket jelentett. Viktória brit királynő, India császárnője volt csodálata tárgya, és öltözködésében is őt utánozta. Zauditu „márkanév” volt csupán Etiópia trónján, apja, II. Menelik, az aduai győztes, Etiópia függetlenségének megőrzője neve fényesen csillogott még, és egy ilyen nagy uralkodó engedelmes lányával, aki csak bábként uralkodik, „jól el lehet adni az Etiópia nevű árut” mind a nép, mind pedig a külföld számára. Nyugaton Zauditu képével mint „Viktória-hasonmással” voltak tele a lapok. Zauditu kiérdemelte a tiszteletet alattvalói szemében a kedvességével és azzal, hogy hiányzott belőle az uralkodói gőg mostohaanyjával, Taitu császárnéval ellentétben. Mindenkivel barátságosan bánt, legyen az nemes vagy egyszerű szolga. Volt benne valami ártatlan naivitás. Két unokaöccse viszont nagyravágyó volt, a császári hatalom lebegett a szemük előtt: V. Ijaszut a restauráció éltette, Rasz Tafari pedig a császári koronát áhította. 1928-ban keresztülvitte a királlyá koronázását, melyet a császárnő mint hűbérúr hajtott végre saját kezűleg. 1930-ban a vidékre száműzött, és Begameder tartomány kormányzásával megbízott férje lázadt fel sorsa ellen, és Addisz Abeba elfoglalását tervezte. Rasz Tafari trónfosztását és az ő régenssé kinevezését szerette volna elérni, de 1930. március 31-én az Ankim melletti csatában életét vesztette. Zauditu két nappal később rejtélyes körülmények között halt meg.

## Élete

### Gyermekkora

#### A király lányaként, de nem hercegnőként
II. Meneliknek, Etiópia császárának és Soa királyának Abecsu Bajan vollói úrnővel való házasságon kívüli kapcsolatából származó kisebbik lánya, aki 1876. április 29-én feltehetően az etiópiai Soa tartományban született, ahol apja ekkoriban még Szahle Mariam néven Soa tartomány királyaként (négus) uralkodott, és amely cím örökletes volt a családjában. A későbbi II. Menelik és családja a Salamon-dinasztia ún. soai oldalágából származott. Az újszülött kislánynak egy nővere, Soa Reged (1867–1897) és egy bátyja, Aszfa Vosszen (1873–1888) volt, de ők is apjuk egy-egy házasságon kívüli kapcsolatából származtak, más-más anyától. Soa királyának másodszülött lánya a keresztségben az Aszkala Mariam nevet kapta, amely egy virág neve, de a családban „Mamite” (Baba) becenéven szólították csak. A testvérek közül a legfiatalabb Zauditu volt az apjuk kedvence.

#### Anyja halála után
Gyermek volt még, amikor az édesanyja meghalt, így a kis Zauditu az apja mellett, dajkák felügyelete alatt királyi pompában nevelkedett. Etiópiában nem tettek nagy különbséget a házasságból és a házasságon kívüli kapcsolatból született gyermekek között.

### Házasságai

#### Királynéként és trónörökösnéként

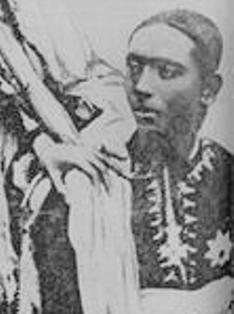
Araja Szelasszié tigréi király és etióp trónörökös, Zauditu első férje

Már hatévesen 1882. október 23-án férjhez adták az etióp trónörököshöz, Araja Szelassziéhoz (1867–1888), Tigré tartomány királyához, aki IV. Johannész (IV. János) etióp császár fia volt, így királyné lett belőle, és a leendő etióp császárnénak nevelték. A császár és menye között rendkívül szívélyes viszony alakult ki.

#### Özvegy királynéként
A férj azonban hat év múlva, 1888. június 10-én, még apja életében meghalt. Zauditu ekkor is még csak 12 éves volt. A házasság éppen ezért gyermektelen maradt. A rendezetlen trónöröklés miatt a viszony ekkor a császár és Soa királya között megromlott, ami a mélyen érző Zauditut rendkívül elszomorította, kijelentve, hogy „az apám és a császár sosem veszekedett, amíg a férjem élt”. IV. János császár ekkor visszaküldte apjához a megözvegyült menyét, de IV. Johannész császár a haláláig erős befolyással bírt Zauditura.

#### A császár lányaként
Zauditu apja, Szahle Mariam soai király, a jövendő II. Menelik fellázadt IV. Johannész császár ellen, aki 1889. március 9-én halálosan megsebesült a mahdistákkal vívott csatában. Menelik vejének, Araja Szelasszié királynak Szendek (Emet Negeszt) úrnővel folytatott házasságon kívüli kapcsolatából született egy fia, Gugsza (1886–1932), aki még csak hároméves volt ekkor, a császár azonban a kiskorú unokáját nem ismerte el utódjául. Ugyanakkor a halálos ágyán a hivatalosan eddig az 1869-ben elhunyt bátyja, Gugsza Mircsa fiaként számon tartott 24 éves Mengasa (1865–1906) herceget elismerte vér szerinti fiaként, aki a sógornőjével, Valatta godzsami hercegnővel, Takla Hajmanot godzsami király lányával  folytatott viszonyból született, és őt kívánta császárnak jelölni. Ezzel ellentétben egy másik csoport a kiskorú unokának, Zauditu elhunyt férjétől, Araja Szelasszié királytól származó fattyú fiúnak, Rasz Gugszának a jelöltségét támogatta. A trónöröklésben való egyet nem értés Zauditu apjának kedvezett, így lett II. Menelik néven Etiópia császára. Zauditut ezután újra férjhez adták. 1891. január 28-án a korábbi etióp uralkodóháznak, a Zagve-dinasztiának a fejéhez, Gvangulhoz, Vag urához (Vagsum) ment feleségül, de még ugyanabban az évben el is váltak. A kérészéletű házasságból egy kislány, Gvangul N. (1891–1895) született 1891. novemberében, akinek a keresztneve nem ismert, de Zauditu ekkor is még csak 15 éves volt. Zauditu lánya háromévesen, 1895 januárjában halt meg. Harmadik férje, akihez még lánya életében (1894) ment feleségül, Vube Atnaf Szeged volt, de ez a boldogtalan nász 1900-ban szintén váláshoz vezetett. Ez a házasság gyermektelen maradt.

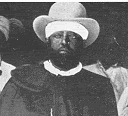
Rasz Gugsza, Taitu etióp császárné unokaöccse, Zauditu negyedik férje

Negyedszerre apja gyermektelen és nagy hatalmú harmadik feleségének, akivel Zauditu nagyon jó viszonyt ápolt, Taitu etióp császárnénak az unokaöccséhez, Rasz Gugszához, Begameder tartomány későbbi kormányzójához ment feleségül 1900 áprilisában. A házasság boldognak bizonyult, annak ellenére is, hogy az egyetlen gyermek, egy kislány, akinek a neve szintén nem ismert, Gugsza N. (1906–1906), mely e kapcsolatból származott, a születése után rögtön meg is halt 1906. januárjában. Zauditut ezután már elkerülte a gyermekáldás, és nem adatott meg neki, hogy utódokat hagyjon hátra. Nővére, Soa Reged azonban több életképes gyermeket is szült. Soa Reged második férje a muszlim Mohamed Ali imám volt, aki a házasságkötésekor keresztény hitre tért, felvette a Mikael (Mihály) nevet, és elnyerte a rasz címet (Rasz Mikael). Az ő gyermekükként látta meg a napvilágot Lidzs Ijaszu, aki 1909-től trónörökös volt.

### Apja halála után
II. Menelik fiúunokái közül csak Soa Reged második házasságából származó kisebbik fia, Lidzs Ijaszu élte túl a nagyapját, és örökölhette a császári trónt. A nagyapja halála – hivatalosan 1913. december 12-én hunyt el, de mivel 1911 óta betegsége miatt nem mutatkozott nyilvánosan az agg császár, II. Menelik, így számos pletyka keringett arról, hogy már jóval korábban elhunyt – után V. Ijaszu néven Etiópia császára lett. 
Zauditu sógora, Rasz Mikael ekkor királyi (négus) címet kapott fiától, Volló királyává koronázták. V. Ijaszu viszont halogatta a császári koronázását, emiatt a trónja is veszélybe került, hiszen mivel vallási türelmet hirdetett, és egyenrangúvá tette az iszlám vallást a kereszténységgel, azt terjesztették róla, hogy titokban muszlim hitű, akárcsak az apja, és ezért nem hajlandó alávetni magát egy keresztény szertartásnak. Ennek semmi alapja sem volt, és nincs semmi bizonyíték sem rá. Egyszerű propagandafogás volt. Hasonlóan III. Péter (1728–1762) orosz cár esetében, akit azzal vádoltak, hogy titokban az evangélikus vallásnak hódol, és ezért nem akarja megkoronáztatni magát ortodox szertartással, valamint Barack Obama amerikai elnökre is mondták ellenfelei a választási kampányban, hogy titokban muszlim hitű. Az ellenzéknek pont kapóra jött az első világháború, és hogy V. Ijaszu a Központi hatalmak, és különösen az iszlám vallású Oszmán Birodalom felé húz. Az antant ügynökei, közöttük Arábiai Lawrence készítették elő V. Ijaszu megbuktatását. Zauditu a férjével unokaöccse uralkodása alatt vidéken volt házi őrizetben.

### Császárnőként

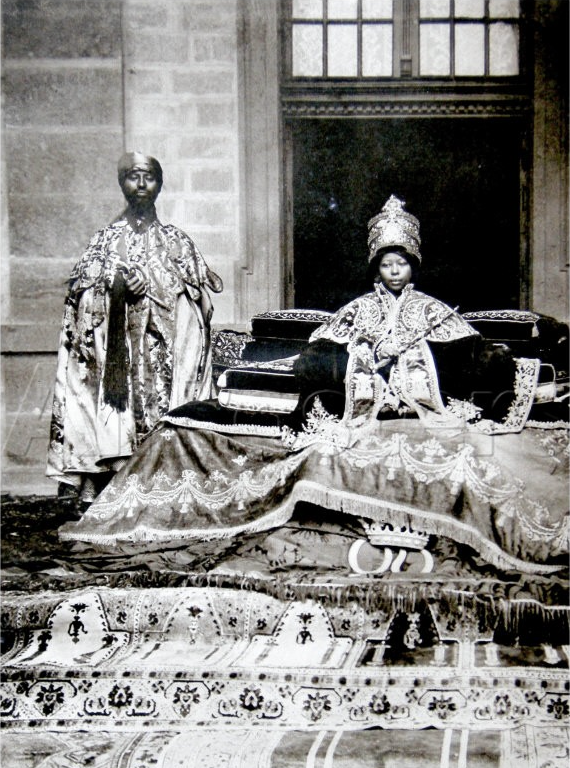
Zauditu császárnő a koronázását követően egy kedvelt papjával együtt 1917-ben

Az Etióp Kopt keresztény egyház feje, az abun, Matteosz 1916. szeptember 27-én kiátkozta V. Ijaszut, és a nagynénjét, Aszkala Mariam egykori tigréi királynét és etióp trónörökösnét az apja, II. Menelik tekintélyének felhasználásával kiáltotta ki I. Zauditu néven Etiópia első női uralkodójává az Ijaszuval elégedetlen ellenzék. Az antant félelme, hogy Etiópia a Központi hatalmak oldalán belép a háborúba, ezzel elszállt, viszont az antant oldalán sem kívántak háborúzni, így Etiópia semleges maradt az első világháborúban.
Zauditut már kis gyermekkorától kezdve Etiópia leendő uralkodójának feleségeként a leendő császárnénak nevelték, azonban a sorsa végül még ennél is magasabbra emelte, hiszen saját jogon uralkodónő vált belőle. Amikor Zauditu megtudta a hírt, hogy ő az új uralkodó, annyira megdöbbent, hogy hirtelen azt kérdezte: „De ha én vagyok a császárnő, mi fog történni az én uralkodómmal, Ijaszuval?” A császárnő élete végéig „az én uralkodóm”-nak nevezte az unokaöccsét, aki öt évvel élte túl Zauditut. A trónfosztott császár, V. Ijaszu a hírre „az én szegény naiv nagynéném”-nek nevezte Zauditut. Zauditu élete végéig biztosította, hogy unokaöccse továbbra is luxusban élhessen, kedvére öltözködhessen, és a kedvenc ételeit ehesse.
A puccsisták semmilyen politikai szerepet nem szántak Etiópia első női császárának, csak formális, reprezentatív feladatot látott el országa élén, férjét pedig ki is hagyták a hatalmi osztozkodásból. Rasz Gugsza a fővárosba sem tehette be a lábát, még felesége 1917. február 11-én az Addisz-Abeba-i Szent György Székesegyházban végbement koronázására sem engedték elmenni. Hivatalosan ugyan nem váltak el, de életük végéig külön éltek már egymástól. A nagypolitika így döntött. 
Egy másik unokaöcs, de nem Menelik-leszármazott, Rasz Tafari került a királycsináló pozícióba, és lett Etiópia erős embere. Kinevezték trónörökösnek és régensnek, bár Zauditu is teljesen el tudta látni az uralkodói feladatait, azonban ő csak szimbolikus államfő volt, a politikába nem szólhatott bele. Zauditu negyvenéves volt, mikor trónra lépett, és két gyermekét eltemette. Ha ekkor már kis esélye is volt rá, de életkora még lehetővé tette volna, hogy újabb gyermekeket szüljön. Ugyanakkor bármilyen megszületett és életképes gyermek keresztülhúzta volna Rasz Tafari trónutódlását, ezért a férjétől való elkülönítés azt a célt is szolgálta, hogy semmi esetre se születhessenek törvényes utódai többé.
Két unokaöccse ambiciózus volt, és a császári hatalom lebegett a szemük előtt: V. Ijaszut a restauráció éltette, Rasz Tafari pedig a császári koronát áhította. 1928-ban ezért keresztül is vitte a királlyá koronázását, melyet a császárnő mint hűbérúr hajtott végre saját kezűleg. 

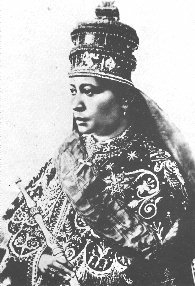
Zauditu etióp császárnő uralkodói díszben

## Halála
1930-ban Zauditu vidékre száműzött, és Begameder tartomány kormányzásával megbízott férje fellázadt sorsa ellen, és Addisz-Abeba elfoglalását tervezte. Rasz Tafari trónfosztását és az ő régenssé kinevezését szerette volna elérni, de 1930. március 31-én az Ankim melletti csatában életét vesztette. Zauditu két nappal később, 1930. április 2-án rejtélyes körülmények között Addisz-Abebában halt meg. Földi maradványait az Addisz-Abeba-i Baeta Le Mariam kolostortemplomban helyezték örök nyugalomra.

## Megítélése
Zauditu, bár tudott olvasni, ez kizárólag vallásos műveket jelentett. Viktória brit királynő, India császárnője volt csodálata tárgya, és öltözködésében is őt utánozta. Zauditu „márkanév” volt csupán Etiópia trónján. Apjának, II. Meneliknek, az aduai győztesnek, az etióp függetlenség megőrzőjének a neve fényesen csillogott még, és egy ilyen nagy uralkodónak az engedelmes lányával, aki csak bábként uralkodik, „jól el lehet adni az Etiópia nevű terméket” mind a nép, mind pedig a külföld számára. Nyugaton Zauditu képével mint „Viktória-hasonmással” voltak tele a lapok. Zauditu kiérdemelte a tiszteletet alattvalói szemében a kedvességével és azzal, hogy hiányzott belőle az uralkodói gőg mostohaanyjával, Taitu császárnéval ellentétben. Mindenkivel barátságosan bánt, legyen az nemes vagy egyszerű szolga. Volt benne valami ártatlan naivitás, amelyre unokaöccse is utalt.

## Gyermekei
- Első férjétől, Araja Szelasszié (1867 szeptember előtt – 1888. június 10.) etióp császári hercegtől és trónörököstől, Tigré királyától, nem születtek gyermekei
- Második férjétől, Gvangultól ( – 1904. szeptember), Vag urától (Vagsum), a Zagve-dinasztia fejétől, elváltak, 1 leány:
  - N. (leány) (Addisz-Abeba, 1891. november – 1895. január)
- Harmadik férjétől, Vube Atnaf Szeged (–1913) úrtól, elváltak, nem születtek gyermekei
- Negyedik férjétől, Gugsza (1877. április – 1930. március 31.) úrtól (Rasz), Begameder kormányzójától, Taitu etióp császárné unokaöccsétől, 1 leány:
  - N. (leány) (Addisz-Abeba, 1906. január – Addisz-Abeba, 1906. január)

|  |  |  |  |  |  |  |  |  |  |                                 |                                 |                                 |                                 |                                 |                                 | II. Menelik etióp császár 1844 – 1913 | II. Menelik etióp császár 1844 – 1913 | II. Menelik etióp császár 1844 – 1913 | II. Menelik etióp császár 1844 – 1913 | II. Menelik etióp császár 1844 – 1913 | II. Menelik etióp császár 1844 – 1913 |                                        |                                        |                                        |                                        |                                        |                                        | Abecsu Bajan ágyas ? – 1876 után | Abecsu Bajan ágyas ? – 1876 után | Abecsu Bajan ágyas ? – 1876 után | Abecsu Bajan ágyas ? – 1876 után | Abecsu Bajan ágyas ? – 1876 után | Abecsu Bajan ágyas ? – 1876 után |                                 |                                 |                                 |                                 |                                 |                                 |  |  |                                    |                                    |                                    |                                    |                                    |                                    |  |  | IV. Johannész etióp császár 1837 – 1889            | IV. Johannész etióp császár 1837 – 1889            | IV. Johannész etióp császár 1837 – 1889            | IV. Johannész etióp császár 1837 – 1889            | IV. Johannész etióp császár 1837 – 1889            | IV. Johannész etióp császár 1837 – 1889            |  |  |  |  |  |  |  |  |  |  |  |  |  |  |  |  |  |  |  |  |
|  |  |  |  |  |  |  |  |  |  |                                 |                                 |                                 |                                 |                                 |                                 | II. Menelik etióp császár 1844 – 1913 | II. Menelik etióp császár 1844 – 1913 | II. Menelik etióp császár 1844 – 1913 | II. Menelik etióp császár 1844 – 1913 | II. Menelik etióp császár 1844 – 1913 | II. Menelik etióp császár 1844 – 1913 |                                        |                                        |                                        |                                        |                                        |                                        | Abecsu Bajan ágyas ? – 1876 után | Abecsu Bajan ágyas ? – 1876 után | Abecsu Bajan ágyas ? – 1876 után | Abecsu Bajan ágyas ? – 1876 után | Abecsu Bajan ágyas ? – 1876 után | Abecsu Bajan ágyas ? – 1876 után |                                 |                                 |                                 |                                 |                                 |                                 |  |  |                                    |                                    |                                    |                                    |                                    |                                    |  |  | IV. Johannész etióp császár 1837 – 1889            | IV. Johannész etióp császár 1837 – 1889            | IV. Johannész etióp császár 1837 – 1889            | IV. Johannész etióp császár 1837 – 1889            | IV. Johannész etióp császár 1837 – 1889            | IV. Johannész etióp császár 1837 – 1889            |  |  |  |  |  |  |  |  |  |  |  |  |  |  |  |  |  |  |  |  |
|  |  |  |  |  |  |  |  |  |  |                                 |                                 |                                 |                                 |                                 |                                 |                                       |                                       |                                       |                                       |                                       |                                       |                                        |                                        |                                        |                                        |                                        |                                        |                                  |                                  |                                  |                                  |                                  |                                  |                                 |                                 |                                 |                                 |                                 |                                 |  |  |                                    |                                    |                                    |                                    |                                    |                                    |  |  |                                                    |                                                    |                                                    |                                                    |                                                    |                                                    |  |  |  |  |  |  |  |  |  |  |  |  |  |  |  |  |  |  |  |  |
|  |  |  |  |  |  |  |  |  |  | Gugsza Vele 1877 – 1930 4. férj | Gugsza Vele 1877 – 1930 4. férj | Gugsza Vele 1877 – 1930 4. férj | Gugsza Vele 1877 – 1930 4. férj | Gugsza Vele 1877 – 1930 4. férj | Gugsza Vele 1877 – 1930 4. férj |                                       |                                       |                                       |                                       |                                       |                                       | I. Zauditu etióp császárnő 1876 – 1930 | I. Zauditu etióp császárnő 1876 – 1930 | I. Zauditu etióp császárnő 1876 – 1930 | I. Zauditu etióp császárnő 1876 – 1930 | I. Zauditu etióp császárnő 1876 – 1930 | I. Zauditu etióp császárnő 1876 – 1930 |                                  |                                  |                                  |                                  |                                  |                                  | Gvangul Zegeje ? – 1904 2. férj | Gvangul Zegeje ? – 1904 2. férj | Gvangul Zegeje ? – 1904 2. férj | Gvangul Zegeje ? – 1904 2. férj | Gvangul Zegeje ? – 1904 2. férj | Gvangul Zegeje ? – 1904 2. férj |  |  | Vube Atnaf Szeged ? – 1913 3. férj | Vube Atnaf Szeged ? – 1913 3. férj | Vube Atnaf Szeged ? – 1913 3. férj | Vube Atnaf Szeged ? – 1913 3. férj | Vube Atnaf Szeged ? – 1913 3. férj | Vube Atnaf Szeged ? – 1913 3. férj |  |  | Araja Szelasszié Tigré királya 1867 – 1888 1. férj | Araja Szelasszié Tigré királya 1867 – 1888 1. férj | Araja Szelasszié Tigré királya 1867 – 1888 1. férj | Araja Szelasszié Tigré királya 1867 – 1888 1. férj | Araja Szelasszié Tigré királya 1867 – 1888 1. férj | Araja Szelasszié Tigré királya 1867 – 1888 1. férj |  |  |  |  |  |  |  |  |  |  |  |  |  |  |  |  |  |  |  |  |
|  |  |  |  |  |  |  |  |  |  | Gugsza Vele 1877 – 1930 4. férj | Gugsza Vele 1877 – 1930 4. férj | Gugsza Vele 1877 – 1930 4. férj | Gugsza Vele 1877 – 1930 4. férj | Gugsza Vele 1877 – 1930 4. férj | Gugsza Vele 1877 – 1930 4. férj |                                       |                                       |                                       |                                       |                                       |                                       | I. Zauditu etióp császárnő 1876 – 1930 | I. Zauditu etióp császárnő 1876 – 1930 | I. Zauditu etióp császárnő 1876 – 1930 | I. Zauditu etióp császárnő 1876 – 1930 | I. Zauditu etióp császárnő 1876 – 1930 | I. Zauditu etióp császárnő 1876 – 1930 |                                  |                                  |                                  |                                  |                                  |                                  | Gvangul Zegeje ? – 1904 2. férj | Gvangul Zegeje ? – 1904 2. férj | Gvangul Zegeje ? – 1904 2. férj | Gvangul Zegeje ? – 1904 2. férj | Gvangul Zegeje ? – 1904 2. férj | Gvangul Zegeje ? – 1904 2. férj |  |  | Vube Atnaf Szeged ? – 1913 3. férj | Vube Atnaf Szeged ? – 1913 3. férj | Vube Atnaf Szeged ? – 1913 3. férj | Vube Atnaf Szeged ? – 1913 3. férj | Vube Atnaf Szeged ? – 1913 3. férj | Vube Atnaf Szeged ? – 1913 3. férj |  |  | Araja Szelasszié Tigré királya 1867 – 1888 1. férj | Araja Szelasszié Tigré királya 1867 – 1888 1. férj | Araja Szelasszié Tigré királya 1867 – 1888 1. férj | Araja Szelasszié Tigré királya 1867 – 1888 1. férj | Araja Szelasszié Tigré királya 1867 – 1888 1. férj | Araja Szelasszié Tigré királya 1867 – 1888 1. férj |  |  |  |  |  |  |  |  |  |  |  |  |  |  |  |  |  |  |  |  |
|  |  |  |  |  |  |  |  |  |  |                                 |                                 |                                 |                                 |                                 |                                 |                                       |                                       |                                       |                                       |                                       |                                       |                                        |                                        |                                        |                                        |                                        |                                        |                                  |                                  |                                  |                                  |                                  |                                  |                                 |                                 |                                 |                                 |                                 |                                 |  |  |                                    |                                    |                                    |                                    |                                    |                                    |  |  |                                                    |                                                    |                                                    |                                                    |                                                    |                                                    |  |  |  |  |  |  |  |  |  |  |  |  |  |  |  |  |  |  |  |  |
|  |  |  |  |  |  |  |  |  |  |                                 |                                 |                                 |                                 |                                 |                                 | Gugsza N. leány 1906 – 1906           | Gugsza N. leány 1906 – 1906           | Gugsza N. leány 1906 – 1906           | Gugsza N. leány 1906 – 1906           | Gugsza N. leány 1906 – 1906           | Gugsza N. leány 1906 – 1906           |                                        |                                        |                                        |                                        |                                        |                                        | Gvangul N. leány 1891 – 1895     | Gvangul N. leány 1891 – 1895     | Gvangul N. leány 1891 – 1895     | Gvangul N. leány 1891 – 1895     | Gvangul N. leány 1891 – 1895     | Gvangul N. leány 1891 – 1895     |                                 |                                 |                                 |                                 |                                 |                                 |  |  |                                    |                                    |                                    |                                    |                                    |                                    |  |  |                                                    |                                                    |                                                    |                                                    |                                                    |                                                    |  |  |  |  |  |  |  |  |  |  |  |  |  |  |  |  |  |  |  |  |